# Kanton Boves
Der Kanton Boves war ein bis 2015 bestehender französischer Wahlkreis im Arrondissement Amiens, im Département Somme und in der Region Picardie; sein Hauptort war Boves. Vertreter im Generalrat des Départements war ab 1994 Olivier Jardé (NC).
Der Kanton Boves war 184,06 km² groß und hatte im Jahr 2006 19.899 Einwohner. Er lag im Mittel 73 m über dem Meeresspiegel, zwischen 21 m in Glisy und 137 m in Saint-Sauflieu.

## Gemeinden
Der Kanton bestand aus 23 Gemeinden:
| Gemeinde            | Einwohner Jahr | Fläche km² | Bevölkerungsdichte | Code INSEE | Postleitzahl |
| ------------------- | -------------- | ---------- | ------------------ | ---------- | ------------ |
| Blangy-Tronville    | 555 (2013)     | –          | – Einw./km²        | 80107      | 80440        |
| Boves               | 3.115 (2013)   | –          | – Einw./km²        | 80131      | 80440        |
| Cachy               | 273 (2013)     | –          | – Einw./km²        | 80159      | 80800        |
| Cottenchy           | 571 (2013)     | –          | – Einw./km²        | 80213      | 80440        |
| Dommartin           | 344 (2013)     | –          | – Einw./km²        | 80246      | 80440        |
| Dury                | 1.229 (2013)   | –          | – Einw./km²        | 80261      | 80480        |
| Estrées-sur-Noye    | 282 (2013)     | –          | – Einw./km²        | 80291      | 80250        |
| Fouencamps          | 229 (2013)     | –          | – Einw./km²        | 80337      | 80440        |
| Gentelles           | 570 (2013)     | –          | – Einw./km²        | 80376      | 80800        |
| Glisy               | 651 (2013)     | –          | – Einw./km²        | 80379      | 80440        |
| Grattepanche        | 288 (2013)     | –          | – Einw./km²        | 80387      | 80680        |
| Guyencourt-sur-Noye | 155 (2013)     | –          | – Einw./km²        | 80403      | 80250        |
| Hailles             | 426 (2013)     | –          | – Einw./km²        | 80405      | 80440        |
| Hébécourt           | 529 (2013)     | –          | – Einw./km²        | 80424      | 80680        |
| Remiencourt         | 182 (2013)     | –          | – Einw./km²        | 80668      | 80250        |
| Rumigny             | 557 (2013)     | –          | – Einw./km²        | 80690      | 80680        |
| Sains-en-Amiénois   | 1.181 (2013)   | –          | – Einw./km²        | 80696      | 80680        |
| Saint-Fuscien       | 992 (2013)     | –          | – Einw./km²        | 80702      | 80680        |
| Saint-Sauflieu      | 1.000 (2013)   | –          | – Einw./km²        | 80717      | 80160        |
| Saleux              | 2.681 (2013)   | –          | – Einw./km²        | 80724      | 80480        |
| Salouël             | 4.005 (2013)   | –          | – Einw./km²        | 80725      | 80480        |
| Thézy-Glimont       | 526 (2013)     | –          | – Einw./km²        | 80752      | 80440        |
| Vers-sur-Selles     | 730 (2013)     | –          | – Einw./km²        | 80791      | 80480        |

## Bevölkerungsentwicklung
| 1962   | 1968   | 1975   | 1982   | 1990   | 1999   | 2006   |
| ------ | ------ | ------ | ------ | ------ | ------ | ------ |
| 11.018 | 12.703 | 15.271 | 17.988 | 19.370 | 19.598 | 19.899 |